# European Association of Service Providers for Persons with Disabilities
Die European Association of Service Providers for Persons with Disabilities (Abkürzung: EASPD, deutsch: der Europäische Verband der Leistungserbringer für Menschen mit Behinderung) mit Sitz in Brüssel ist ein Dachverband von europäischen Einrichtungen, die der Förderung von Menschen mit Behinderungen dienen. Die EASPD vertritt ca. 11.000 Dienstleistungsanbieter in 33 europäischen Staaten.
Als ihre Arbeitsbereiche bezeichnet die EASPD (in englischsprachigen Begriffen):
- „Impact“ – den Dienstleistungsorganisationen auf europäischer und nationaler Ebene eine Stimme geben
- „Information“ – von der EU zu den Organisationen an der Basis und zurück
- „Innovation“ – um Menschen mit Behinderung noch besser in der Wahrnehmung ihrer Rechte unterstützen zu können

Der Verband wurde im Jahr 1996 gegründet. Sein erster Präsident war der Ire Brian O’Donnell. 2008 wurde der Österreicher Franz Wolfmayr zu seinem Nachfolger gewählt.
Im August 2014 forderte die EASPD die Abgeordneten des Europäischen Parlaments auf, die Kandidaten für ein Amt als EU-Kommissar mit den folgenden fünf Themen-Komplexen zu konfrontieren:
1. Nutzung und Freisetzung des Potentials für die Schaffung von Arbeitsplätzen im Bereich der sozialen und Gesundheitsdienstleistungen.
2. Ausschluss sozialer und Gesundheitsdienstleistungen vom Freihandelsabkommen TTIP zwischen EU und USA[3]
3. Beschleunigung des Übergangs zu gemeindeintegrierten Dienstleistungen[4][5]
4. In der Europäischen Strategie zugunsten von Menschen mit Behinderung[6] über die Deklaration von Rechten hinausgehen und sicherstellen, dass die Menschen auch wirklich in den Genuss ihrer Rechte kommen
5. Stärkerer Einfluss der Europäischen Agentur für besondere Bedürfnisse und inklusive Bildung[7]